# E-Dubble
Evan Sewell Wallace (Philadelphia, 1 november 1982 - 13 februari 2017), beter bekend als E-Dubble was een Amerikaanse rapper uit Philadelphia. Zijn bekendste serie was "Freestyle Friday", waarin hij iedere week een nieuwe rap uitbracht. Hij overleed op 13 februari 2017, als gevolg van een infectie.

## Biografie

### Vroegere leven
Wallace groeide op buiten Philadelphia, het jongste kind van een lerares. Zijn moeder gaf muziekles. Wallace en zijn vrienden kwamen in contact met Hip Hop door Snoop Dogg en Dr. Dre. Wallace speelde in het basketbal team van zijn school, maar hij droomde ervan om een grote rapper te zijn. 

### Achtergrond
Nadat Wallace geslaagd was, ging hij in Baltimore wonen, met zijn vrienden en de mensen waarmee hij samenwerkte. Met deze mensen maakte hij de Hip Hop band "Young English", ze speelde hun eerste show in juli van 2008. De groep kocht daarna een warenhuis, die "The Hampden Mansion" werd genoemd. Hier maakte Wallace zijn eerste album, "Hip Hop is Good"
Hierna begon hij met zijn "Freestyle Friday" serie, waar hij iedere week een lied uitbracht.

### Carrière
In 2009 bracht E-Dubble zijn eerste album uit, "Hip Hop is Good". Het jaar daarna, in augustus 2010, begon hij zijn kanaal op YouTube. Hierop uploadde hij al zijn "Freestyle Friday" liedjes. Hij nam samples en rapte hierop. Hij werkte van tijd tot tijd ook samen met zijn band "Young English". Deze serie begon in 2010 en eindigde in 2011. Er waren in totaal 53 liedjes. Twee jaar later, werd er een 54ste liedje uitgebracht, met de naam "Last man standing". In kwam er een nieuw album, de ep "Reset". In 2016 kwam zijn laatste album uit, "Two Tone Rebel".
E-Dubble overleed door een infectie op 13 februari 2017. De naam van deze infectie is nog niet bekend.

## Uitgebrachte nummers

### Singles
- Spring Break 2007 (2004)
- Support Group (2008)
- Anything You Want (2008)
- Diana Ream (2008)
- BBQ 2009 (2009)
- Hampden Parks (2010)
- Ghost of Chris Wallace (2010)
- Let me oh (2010)
- Changed My Mind (2011)
- Be A King (2011)
- Robots Can't Drink (2011)
- My Last Dream (2011)
- Rebuild (2011)
- Life Coach (2011)
- Fight For Days (2011)
- Where We Are (2011)
- My Last Dream (2011)
- Take the Reigns (2011)
- Metabars (2012)
- Two Steps From Disaster (2012)
- Honors Bio (2012)
- Grey Skies (2012)
- Hard Work (2012)
- Janky (2012)
- Plan A (2013)
- Big Ships (2013)
- The Grey (2013)
- Plot Twist (2013)
- Two Steps From Disaster (Pi Theory Remix) (2013)
- Backseat (2014)
- Jailbreak (2014)
- No Rest for the Wicked (2014)
- Say Something (2014)
- Wake (2014)
- The Cause (2014)
- Upper Echelon (2014)
- What It Do (2015)
- The Dark Side (2015)
- #FWT (2015)
- Safe Travels (2015)
- Cheap Thrills (2015)
- All The Way Up (215 Remix) (2015)
- Two Tone Rebel (2017)

### Studioalbums
- Hip Hop is Good (2009)
- Two Tone Rebel (2016)

### Ep's
- Reset (2012)

### Albumsamenwerkingsproject
- Surrounded by Giants (2014)

### Mixtapes
- Written Thursday (2011)
- Straight Outta St. Mary's (2006)

### Niet uitgebracht
- Miracle (Young English Studio Version) (2008)
- 4 unnamed singles
- Two Tone Rebel II (Album) (2017)